# Ubiratã
Ubiratã est une municipalité brésilienne située dans l'État du Paraná.